# La Tuque
La Tuque – miasto w Kanadzie, w prowincji Quebec, w regionie Mauricie i MRC La Tuque. Miasto La Tuque jest drugą (po Baie-James) największą gminą w Quebecu pod względem powierzchni, zajmuje 95,3% powierzchni MRC La Tuque, którego jest częścią.
Liczba mieszkańców La Tuque wynosi 11 821. Język francuski jest językiem ojczystym dla 95,5%, angielski dla 1,6% mieszkańców (2006).